# Улица Ляпунова (Новосибирск)
Улица Ляпунова — улица в Советском районе Новосибирска (Верхняя зона Академгородка). Начинается от перекрёстка с Университетским проспектом, улицей Терешковой и проспектом академика Коптюга. На улице расположен корпус НГУ и другие сооружения, находящиеся в ведении университета.

## Название
Улица названа в честь Алексея Андреевича Ляпунова, советского математика, члена-корреспондента АН СССР и первого председателя Учёного совета Физико-математической школы НГУ.

## История
В 1962 году был построен главный корпус НГУ, одной стороной здание обращено к улице Ляпунова.
В 2011—2012 годах были сооружены два новых 9-этажных общежития.
В 2017 году на улице открыт Медицинский научно-образовательный центр.

## Общежития
На окружающей улицу Ляпунова территории расположены многочисленные общежития НГУ (восемь 5-этажных и четыре 9-этажных здания).

## Организации
- Новосибирский государственный университет
- Специализированный учебно-научный центр НГУ
- Учебно-спортивный оздоровительный центр НГУ
- Медицинский научно-образовательный центр

## Кедры, посаженные Нилом Армстронгом
В мае 1970 года Новосибирск посетил Нил Армстронг, первый человек ступивший на поверхность Луны. Возле здания физико-математической школы (ул. Ляпунова № 3) космонавт посадил кедры. В 2016 году рядом с ними был заложен камень в память о визите астронавта.